# Трент Макклірі
Трент Макклірі (англ. Trent McCleary; нар. 8 вересня 1972, Свіфт-Керрент) — канадський хокеїст, що грав на позиції правого нападника.

## Ігрова кар'єра
Хокейну кар'єру розпочав 1988 року в ЗХЛ.
Протягом професійної клубної ігрової кар'єри, що тривала 8 років, захищав кольори команд «Оттава Сенаторс», «Бостон Брюїнс» та «Монреаль Канадієнс».
Був змушений передчасно завершити кар'єру внаслідок важкої травми, отриманої у грі 29 січня 2000 року проти «Філадельфія Флаєрс», — він намагався заблокувати кидок захисника супротивників Кріса Терьєна, і шайба влучила у горло, травмувавши гортань і перекривши таким чином дихальні шляхи. Лише невідкладна медична допомога, надана гравцеві безпосередньо на стадіоні, та наступна хірургічна операція (трахеотомія) врятували його життя.
Загалом провів 192 матчі в НХЛ.

## Статистика
| Сезон        | Клуб                           | Ліга         | Регулярний сезон | Регулярний сезон | Регулярний сезон | Регулярний сезон | Регулярний сезон | Плей-оф | Плей-оф | Плей-оф | Плей-оф | Плей-оф |
| Сезон        | Клуб                           | Ліга         | І                | Г                | П                | О                | ШХ               | І       | Г       | П       | О       | ШХ      |
| ------------ | ------------------------------ | ------------ | ---------------- | ---------------- | ---------------- | ---------------- | ---------------- | ------- | ------- | ------- | ------- | ------- |
| 1988–89      | «Свіфт Каррент Бронкос»        | ЗХЛ          | 3                | 0                | 0                | 0                | 0                | —       | —       | —       | —       | —       |
| 1989–90      | «Свіфт Каррент Бронкос»        | ЗХЛ          | 70               | 3                | 15               | 18               | 43               | 4       | 1       | 0       | 1       | 0       |
| 1990–91      | «Свіфт Каррент Бронкос»        | ЗХЛ          | 70               | 16               | 24               | 40               | 53               | 3       | 0       | 0       | 0       | 2       |
| 1991–92      | «Свіфт Каррент Бронкос»        | ЗХЛ          | 72               | 23               | 22               | 45               | 240              | 8       | 1       | 2       | 3       | 16      |
| 1992–93      | «Свіфт Каррент Бронкос»        | ЗХЛ          | 63               | 17               | 33               | 50               | 138              | 17      | 5       | 4       | 9       | 16      |
| 1992–93      | «Нью Гевен Сенаторс»           | АХЛ          | 2                | 1                | 0                | 1                | 6                | —       | —       | —       | —       | —       |
| 1993–94      | «Принс Едвард Айленд Сенаторс» | АХЛ          | 4                | 0                | 0                | 0                | 6                | —       | —       | —       | —       | —       |
| 1993–94      | «Сандер Бей Сенаторс»          | КоХЛ         | 51               | 23               | 17               | 40               | 123              | 9       | 2       | 11      | 13      | 15      |
| 1994–95      | «Принс Едвард Айленд Сенаторс» | АХЛ          | 51               | 9                | 20               | 29               | 60               | 9       | 2       | 3       | 5       | 26      |
| 1995–96      | «Оттава Сенаторс»              | НХЛ          | 75               | 4                | 10               | 14               | 68               | —       | —       | —       | —       | —       |
| 1996–97      | «Бостон Брюїнс»                | НХЛ          | 59               | 3                | 5                | 8                | 33               | —       | —       | —       | —       | —       |
| 1997–98      | «Лас Вегас Сандер»             | МХЛ          | 54               | 7                | 6                | 13               | 120              | 3       | 1       | 0       | 1       | 2       |
| 1997–98      | «Детройт Вайперс»              | МХЛ          | 21               | 1                | 1                | 2                | 45               | —       | —       | —       | —       | —       |
| 1998–99      | «Монреаль Канадієнс»           | НХЛ          | 46               | 0                | 0                | 0                | 29               | —       | —       | —       | —       | —       |
| 1999–00      | «Монреаль Канадієнс»           | НХЛ          | 12               | 1                | 0                | 1                | 4                | —       | —       | —       | —       | —       |
| 1999–00      | «Квебек Цитаделс»              | АХЛ          | 27               | 7                | 9                | 16               | 56               | —       | —       | —       | —       | —       |
| Усього в НХЛ | Усього в НХЛ                   | Усього в НХЛ | 192              | 8                | 15               | 23               | 134              | 0       | 0       | 0       | 0       | 0       |